# Godło Osetii Południowej

Godło Osetii Północnej – pierwowzór godła południowoosetyjskiego

Godło Osetii Południowej - Godło nieuznawanej przez społeczność międzynarodową Południowej Osetii przedstawia złotą panterę śnieżną na tle siedmiu białych gór, stojącą na złotych wzgórzach. Niebo w oddali ma kolor czerwony. Barwy te nawiązują do kolorów osetyjskiej flagi, góry symbolizują typowy krajobraz kraju, zaś pantera – wolność, niezależność. Godło ma formę okrągła. Otacza je napis z nazwą państwa: Republika Południowej Osetii w języku rosyjskim: Республика Южная Осетия (półkolem u góry) i osetyjskim: Республикæ Хуссар Ирыстон (półkolem u dołu). 
Godło zostało przyjęte w maju 1999 r. Jest ono niemal dokładną kopią godła północnoosetyjskiego, przyjętego 24 listopada 1994 r.; jedyną istotną różnicą jest brak napisu w godle północnoosetyjskim.